# Нафтова і газова промисловість (журнал)
«На́фтова і га́зова промисло́вість» — науково-виробничий журнал України.
Засновано у 1960 р. ISSN 0548-1414
Свідоцтво про державну реєстрацію: КВ № 2600 від 05.05.1997
Періодичність: 12 разів на рік
Мова видання: українська
Засновник: Державний комітет нафтової, газової, нафтопереробної промисловості України.
У 2013 назва журналу була змінена на  «Нафтовагазова промисловість».
У журналі «Нафтова і газова промисловість» публікуються матеріали, що висвітлюють актуальні проблеми розвитку галузі: економіки, геології нафти і газу, буріння свердловин, розробки родовищ, видобування, транспортування та зберігання нафти і газу, автоматизації та інформаційних технологій, переробки нафти і газу, охорони довкілля, а також інші матеріали, пов'язані з нафтогазовим комплексом.
Постановою Президії ВАК України журнал було внесено до переліку науково-фахових виданьУкраїни, в яких можуть публікуватися результати дисертаційних робіт на здобуття наукового ступеня доктора або кандидата наук за спеціальностями "Геологічні науки" та "Технічні науки"